# Zimay László
Zimay László (Gyöngyös, 1833. június 29. – Budapest, 1900. április 8.) magyar zeneszerző.

## Életútja
Tanulóéveit Kecskeméten és Tatán töltötte. Első zenei oktatója édesapja, a jeles katonai karmester volt. 1854-ben vidéki városokban adott több zongorahangversenyt. 1855-ben Pestre költözvén, Mosonyi Mihálytól tanult és 1859-ben Hegedüsné emléke című dala már közfigyelmet keltett. Az 1860-as években mint a pest-budai dalárda, az 1870-es években pedig mint a nemzeti dalkör igazgató karnagya fejtett ki tevékenységet. Az 1890-es évek elején a Nemzeti Zenede a magasabb zongoratanszak tanárává választotta. 1896-ban a király a Ferenc József-rend lovagkeresztjével tüntette ki. 
Dalai közül (melyeket többnyire kiválóbb magyar költők szövegeire írt) figyelemreméltók: Rózsa és tövis (6 dal). 1860. Naptól virít. Édes rózsám. (1860). Nem hallottam soha ily bús harangszót. 1861. Két ibolya. 1861. Szerelmi dalok. 1863. Zord az idő. 1863. Te vagy az én életem... 1864. Kedveltek voltak még Dalra magyar s Mi riasztja fel a magyart c. kardalai, melyek állandóan szerepeltek a Hazai dalárdák műsorain. Honvédindulóját (énekkarra zenekarkisérettel) a filharmoniai zenekar is bemutatta.

## Munkája
- Elemi és technikai gyakorlatok, 1896